# Frankrike i olympiska vinterspelen 1988
Frankrike deltog med 68 deltagare vid de olympiska vinterspelen 1988 i Calgary. Totalt vann de en guldmedalj och en bronsmedalj.

## Medaljer

### Guld
- Franck Piccard - Alpin skidåkning, Super-G.

### Brons
- Franck Piccard - Alpin skidåkning, Störtlopp.